# Leptogenys incisa
Leptogenys incisa är en myrart som beskrevs av Auguste-Henri Forel 1891. Leptogenys incisa ingår i släktet Leptogenys och familjen myror. Inga underarter finns listade i Catalogue of Life.

## Bildgalleri

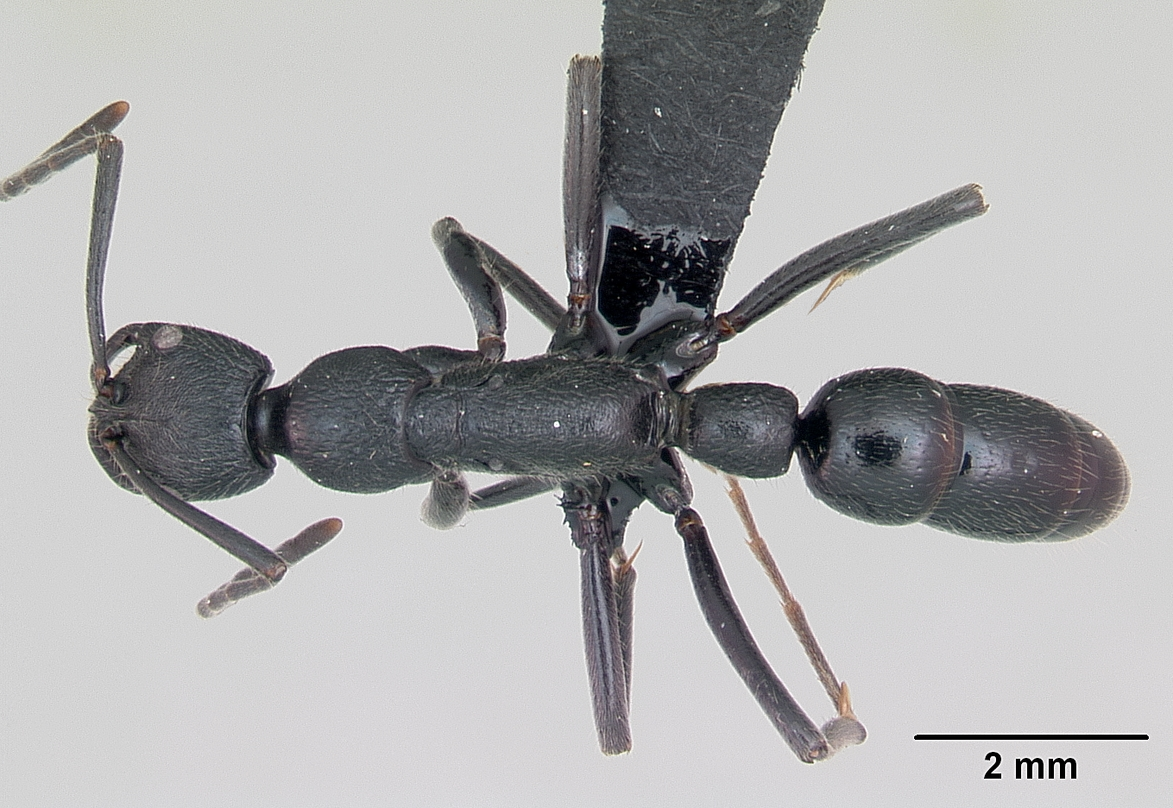
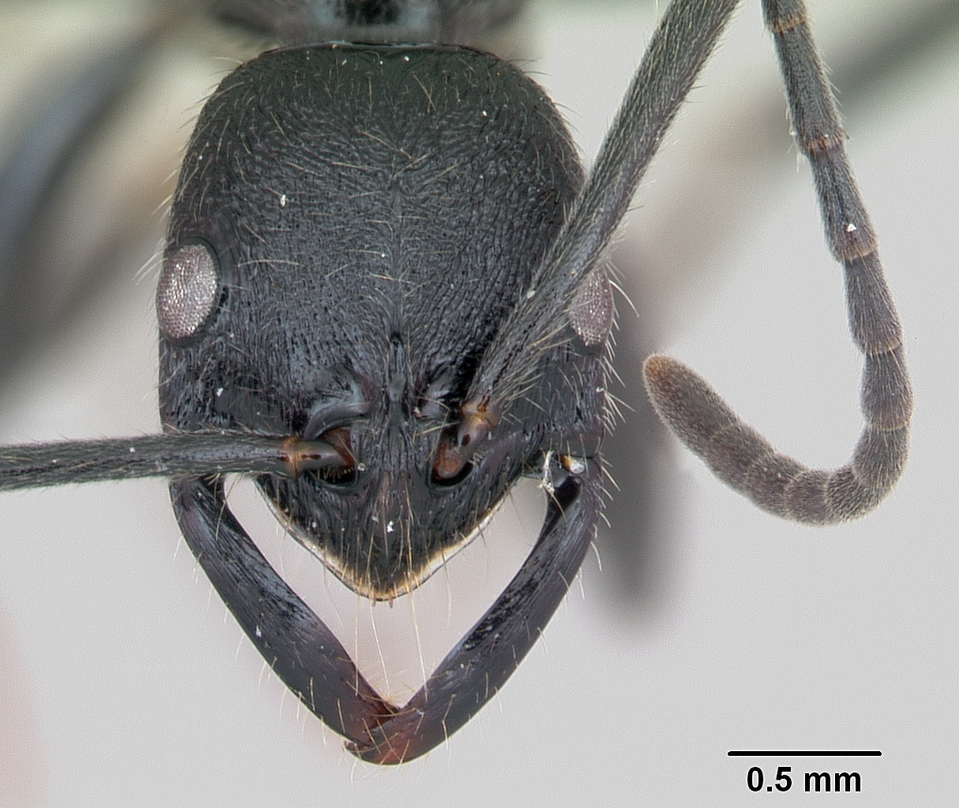
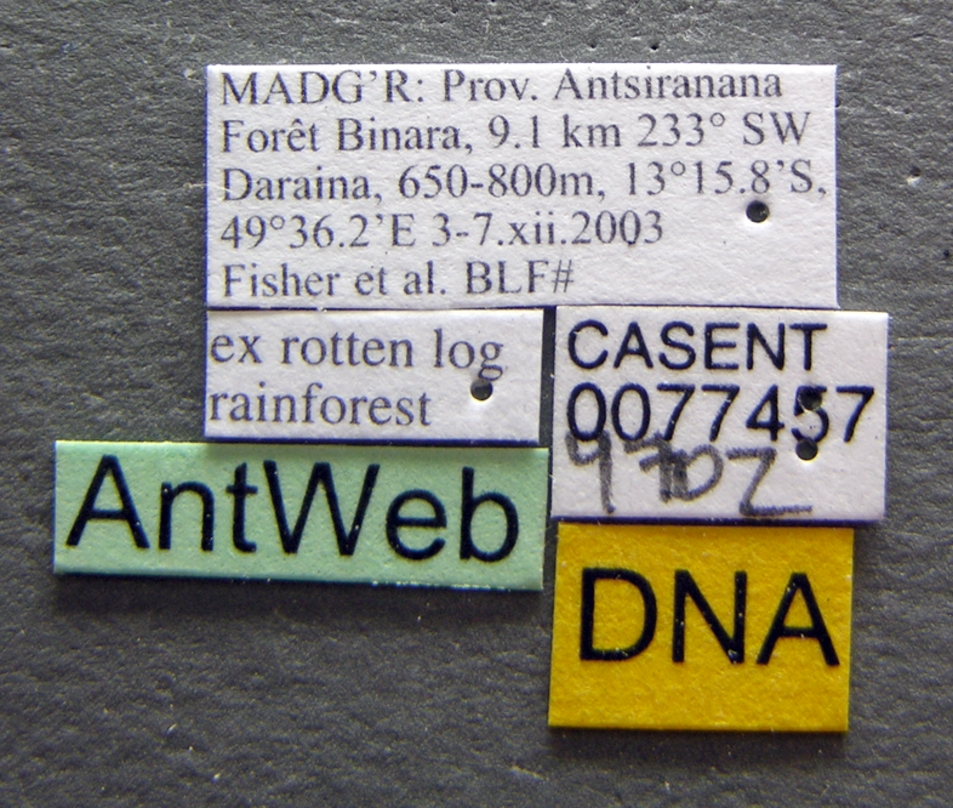
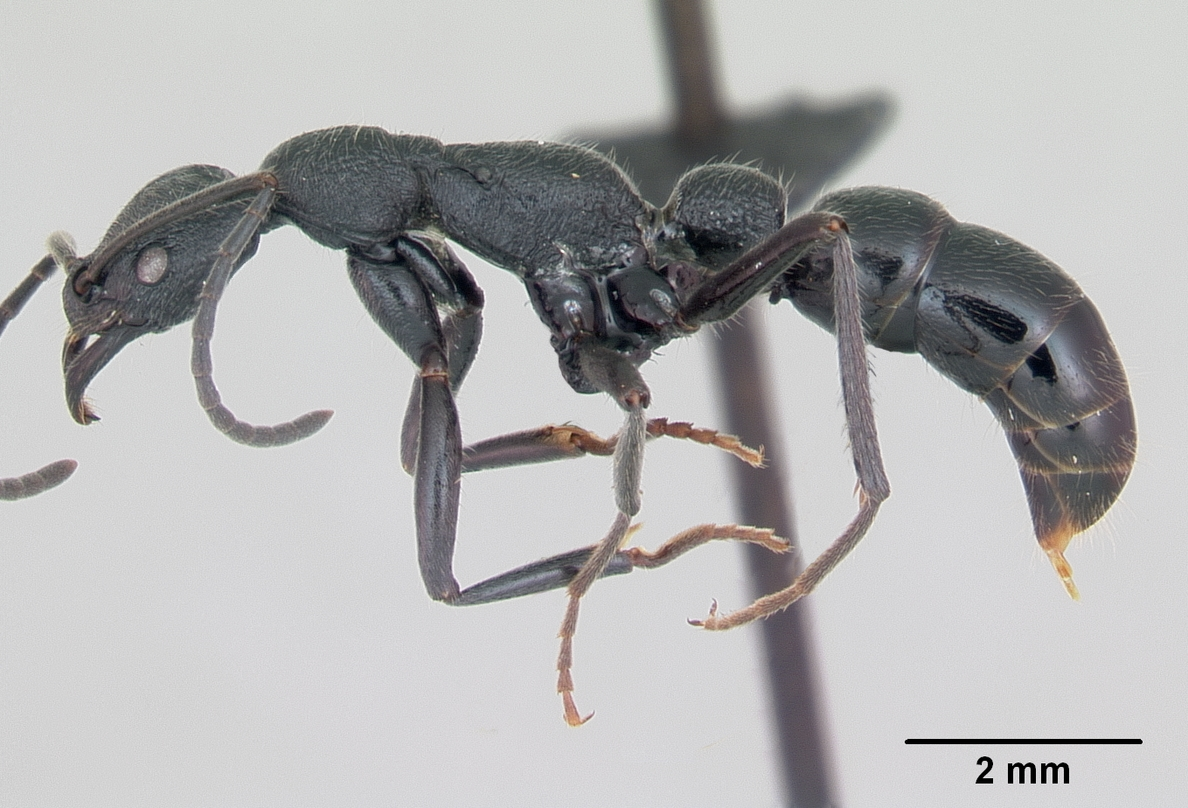
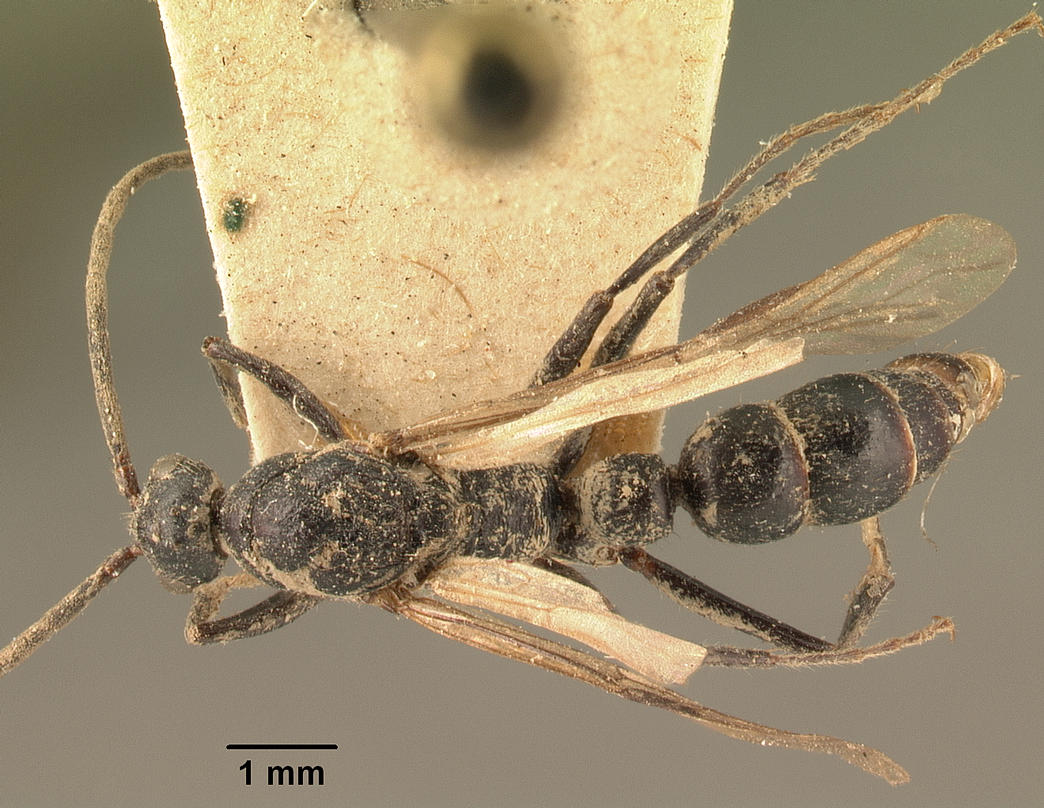
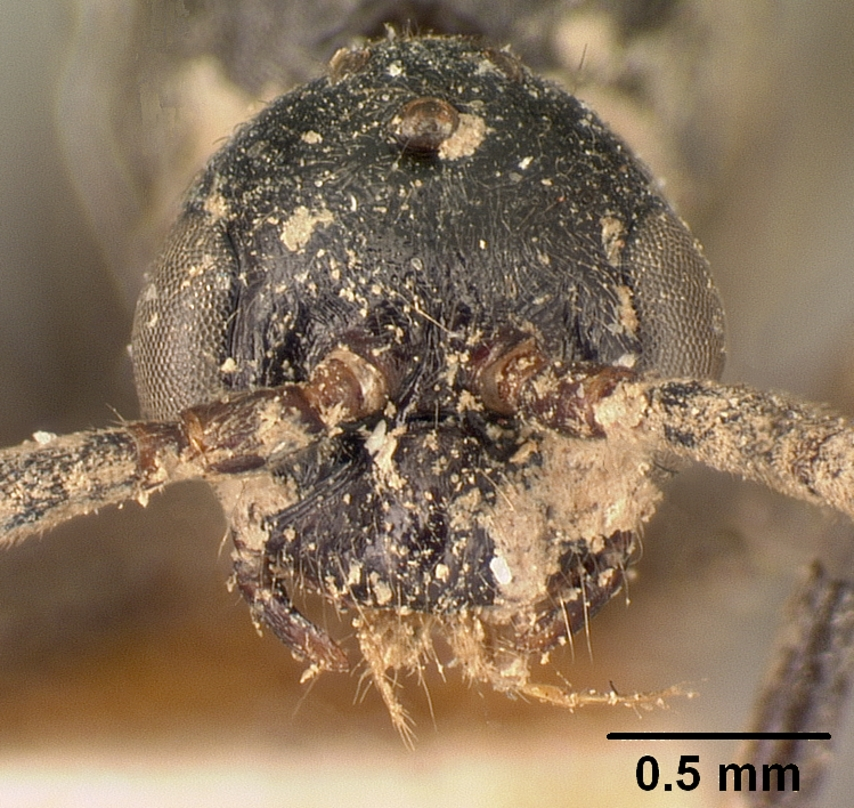